# Parc des Bastions
Parc des Bastions är en park i Schweiz. Den ligger i kantonen Genève, i den sydvästra delen av landet, 130 km sydväst om huvudstaden Bern. Parc des Bastions ligger 383 meter över havet. Den ligger vid sjön Genèvesjön.
Terrängen runt Parc des Bastions är varierad. Runt Parc des Bastions är det tätbefolkat, med 570 invånare per kvadratkilometer.. Närmaste större samhälle är Genève, 0,28 km norr om Parc des Bastions.
Runt Parc des Bastions är det i huvudsak tätbebyggt.